# Genetivus subiectivus
Der Genetivus subiectivus (dt. Subjektsgenitiv) ist eine Funktion des Genitivs, in der das im Genitiv stehende Wort das Subjekt der durch sein regierendes Substantiv ausgedrückten Handlung ausdrückt. Das Gegenstück zum Genetivus subiectivus ist der Genetivus obiectivus. Beispiel: Die Beschreibung der Frau → Die Frau hat etwas beschrieben. (Je nach Zusammenhang auch als Genetivus obiectivus deutbar: Die Frau wurde beschrieben.)
Der Genetivus subjectivus ist in verschiedenen Sprachen verbreitet, zum Beispiel im Lateinischen, Deutschen, Arabischen und Hethitischen.

## Beispiele
- Der Gang eines Pferdes → Das Pferd geht.
- Die Schriften des Philosophen → Der Philosoph hat geschrieben.
- lat. opinio patris ‚die Meinung des Vaters‘ →  Der Vater meint.
- lat. amor patris ‚die Liebe des Vaters‘ → Der Vater liebt. (genetivus subjectivus) oder: Der Vater wird geliebt. (genetivus objectivus)